# Christfried Albert Thilo
Christfried Albert Thilo (* 26. Februar 1813 in Wollershausen; † 10. März 1894) war ein deutscher lutherischer Theologe und Generalsuperintendent in Hildesheim.

## Leben
Christfried Albert Thilo, ein Sohn des Pastors Ludwig Friedrich Daniel Thilo, besuchte das Gymnasium in Holzminden und studierte Theologie an der Universität Göttingen. Er wurde Hospes im Kloster Loccum und Feldprediger bei den hannoverschen Truppen in Schleswig-Holstein, ehe er 1849 zum Pastor in Langenholzen ernannt wurde. 1853 wurde er Superintendent in Groß Solschen, 1856 Superintendent in Markoldendorf, 1870 Stadtsuperintendent, Pastor an St. Andreas sowie Generalsuperintendent und Mitglied des Konsistoriums in Hannover. Von 1872 bis 1890 war er als Oberkonsistorialrat ordentliches geistliches Mitglied des Landeskonsistoriums in Hannover.

## Werke
- Die Wissenschaftlichkeit der modernen speculativen Theologie in ihren Principien beleuchtet (Leipzig 1851)
- Die theologisirende Rechts- und Staatslehre : eine historisch-kritische und thetische Untersuchung über die Prinzipien der Rechtsphilosophie und die damit zusammenhängenden philosophischen Disciplinen mit besonderer Rücksicht auf die Rechtsansichten Stahls (Langensalza 1861)
- Kurze pragmatische Geschichte der neueren Philosophie (Cöthen 1874)